# Seznam francouzských pohoří
Pohoří ve Francii jsou:
- Ardeny
- Beaufortain
- Bornes-Bauges-Aravis
- Chablais-Faucigny
- Chartreuse (pohoří)
- Dauphineské Alpy
- Devoluy
- Drôme
- Francouzské Alpy
- Francouzské středohoří
- Grajské Alpy
- Grandes Rousses
- Guyanská vysočina
- Jura
- Kottické Alpy
- Ligurské Alpy
- Montblanský masiv
- Provensalské Alpy
- Pyreneje
- Přímořské Alpy
- Vanoise
- Vercors
- Vogézy